# Бабенко Георгій Овксентійович
Георгій Овксентійович Бабе́нко (нар. 2 серпня 1921, с. Новоселиця, тепер Катеринопільський район, Черкаська область — 30 жовтня 2001, Івано-Франківськ) — український біохімік, заслужений діяч науки України (1968), академік.

## Біографія
Закінчив Донецький медичний інститут (1951). З 1954 — ректор Івано-Франківського медичного інституту, (тепер медичний університет). Праці присвячені виявленню біологічній ролі мікроелементів в організмі людини за різних фізіологічних і патологічних умов. Академік Георгій Бабенко — засновник школи «Мікроелементи в медицині»
Бабенко Георгій Овксентійович працював на посаді ректора медичного інституту до 1978 року включно. Це етап становлення інституту як кузні науково-педагогічних кадрів і розробки важливої для практичної медицини проблеми «Мікроелементи в медицині». Тоді ж створена проблемна лабораторія «Мікроелементи — метали і металоферменти», яка функціонує і тепер. У виконанні досліджень під керівництвом професора Бабенка Г. О. за проблемою «Мікроелементи в медицині» працювали співробітники кафедри біохімії (Ковтуняк М. А., Карплюк З. В., Смоленська В. О., Гарбарець Б. В., Бойкова Л. Т., Гонський Я. І., Гойнацький М. М., Клименко А. О., Гаврилюк М. В., Непорадний Д. Д., Максимчук Т. П., Павлюк В. М.).

## Музей академіка
У медуніверситеті відкрили музей академіка Георгія Бабенка — відомого науковця, неординарної особистості, який заснував унікальну в СРСР школу мікроелементології та багато років очолював медінститут.
Музей відкрили на рідній академікові кафедрі біології та медичної хімії Івано-Франківського медичного університету. Георгій Овксентійович Бабенко був фундатором вітчизняної біохімічної школи, упродовж 40 років керував діяльністю проблемної лабораторії «Мікроелементи в медицині», відомої як на теренах колишнього СРСР, так і далеко закордоном. Тут науковці вивчали дію мікроелементів на обмінні процеси в людському організмі.
Старожили кафедри пам'ятають Георгія Овксентійовича як ерудита, який, окрім науки, цікавився історією краю, поезією.
Академік виховав десять докторів і сотні кандидатів наук у колишньому Радянському Союзі. По собі залишив чимало наукових праць. Його роботи вкупі з особистими речами стали експозицією музею. Старовинне шкіряне крісло, письмовий стіл, телефон, друкарська машинка — це речі, дбайливо збережені працівниками кафедри біохімії, в оточенні яких працював академік.
«Ми завдячуємо Георгію Овксентійович Бабенку не тільки вивченням мікроелементів, — говорить завідувач кафедри біології та медичної хімії Анна Ерстенюк, — ми завдячуємо йому новими методиками, всестороннім поглядом на життя. Він вчив нас інтелігентності, доброти, людяності».
На відкриття музею запросили колег академіка Бабенка і його дружину. Проте і в подальшому про академіка Бабенка не забуватимуть. Вже започатковано стипендію його імені, яку отримують найкращі студенти університету, кафедра біохімії невдовзі носитиме ім'я Георгія Овксентійовича, до того ж планується проведення бабенківських наукових читань.